# Finlands idrottshistoriska förening
Finlands idrottshistoriska förening (finska: Suomen urheiluhistoriallinen seura) är en finländsk idrottshistorisk förening. 
Finlands idrottshistoriska förening, som har sitt säte i Helsingfors, grundades 1992 med syfte att fungera som sammanbindande länk mellan alla intresserade av ämnet idrottshistoria, såsom forskare och organisationer på området. Föreningen har till uppgift att främja och stödja idrottshistorisk forskning och sprida information om denna samt sporra såväl lokal som nationell idrottshistorisk verksamhet. Den utger en årsbok sedan 1994. Föreningen är ansluten till Vetenskapliga samfundens delegation.